# Via das Lojas Escuras

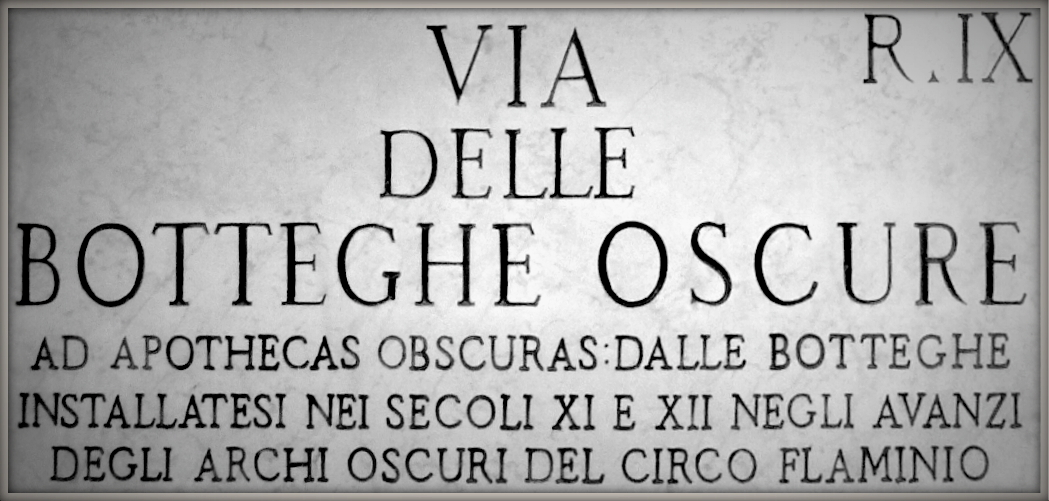

A Via das Lojas Escuras (em italiano: Via delle Botteghe Oscure) é uma rua de Roma, situada no bairro de Santo Ângelo, que deve seu nome aos numerosos estabelecimentos comerciais e artesanais, sem janelas e, portanto, escuros (Ad Apothecas Obscuras), que durante a Idade Média se instalaram entre as ruínas do Teatro de Balbo. 
Seu nome em italiano foi utilizado por uma revista literária semestral, que circulou entre 1948 e 1960, pertencente a Margherita Caetani, princesa de Bassiano, cuja sede ficava nessa rua. Giorgio Bassani foi seu editor, e posteriormente, Eugene Walter.
No segundo pós-guerra, a Via das Lojas Escuras tornou-se notória por sediar o ex-Partido Comunista Italiano, do qual, por metonímia, tornou-se sinônimo.